# Diaspora
 For alternative betydninger, se Diaspora (flertydig). (Se også artikler, som begynder med Diaspora)
Diaspora (på oldgræsk, διασπορά – "spredning") betegner den spredning eller udlændighed, der gør sig gældende for folk eller befolkningsgrupper, der frivilligt eller ufrivilligt lever spredt udenfor hjemlandet.
Udtrykket stammer fra den græske oversættelse af Det Gamle Testamente (Septuaginta). 5. Mosebog 28,25 fortæller om de jøder, der i det babyloniske fangenskab (587-539 f.Kr.) blev ført fra hjemlandet Judæa til en eksiltilværelse i Babylon. Ikke alle jøder vendte tilbage, da perserkongen Kyros ophævede eksilet, og mange jøder forblev spredt over hele Mellemøsten og middelhavsregionen.
Efter den romerske hærfører Titus's ødelæggelse af Jerusalem og Templet i Jerusalem i 70 e.Kr. opstod der igen spredning, og med årene blev der etableret store jødiske kolonier i alle de vigtigste byer overalt i antikken som Rom, Alexandria, Athen, Kartago, Konstantinopel, Efesos og Antiokia. Helt frem til dannelsen af staten Israel i 1948 levede langt den største del af det jødiske samfund i diaspora.
Den hebraiske betegnelse for eksilet er Galut.
En lang række folk og folkeslag lever i diaspora.